# Luxembourg aux Jeux paralympiques d'été de 2020
Le Luxembourg participe aux Jeux paralympiques d'été de 2020 à Tokyo. 

## Athlètes engagés

### Athlétisme
Tom Habscheid s'est qualifié pour le concours du lancer du poids dans la catégorie F63 en atteignant les minima requis pour participer à ces Jeux. Ce dernier a établi un nouveau record du monde avec un jet de 14,97m réalisé en 2019.
C'est sa deuxième participation, puisqu'il avait fini 7e aux Jeux paralympiques d'été de 2016.
Concours - Hommes
| Athlète       | Épreuve             | Finale   | Finale |
| Athlète       | Épreuve             | Résultat | Rang   |
| ------------- | ------------------- | -------- | ------ |
| Tom Habscheid | Lancer de poids F63 | 13,92 m  | 4e     |